# Мартирос Харасарци
Мартирос Харасарци (арм. Մարտիրոս Խարասարցի) — армянский поэт XVI века. 

## Жизнь и творчество
Родился в деревне Харасар рядом с Харбердом в начале XVI века. Биографических данных почти не сохранилось, возможно был женатым священником, владел несколькими языками. Является автором нескольких любовных песен  и стихотворений на социальные темы. В последних описывает социально-религиозные события (свадьбы, крестины, и т. д.), которые представляет как повод для пиршества. В этих стихах раскрываются жизнелюбие и простодушие автора. Является одним из первых армянских поэтов, воспевающих празднества, веселье и наслаждение. Пользовался распространёнными художественными приёмами — различными формами акростиха и привычными литературными образами. Особенно известен его панегирик «Таг о городе Кафа» (арм. «Տաղ ի վերայ Կաֆա քաղաքին»), в котором воспевается армянская община Крыма, Феодосия представляется как один из основных духовных центров армянства. Одна из любовных поэм написана макороническими строфами на четырёх языках — первая строка каждого четверостишия написана на армянском, вторая — на турецком, третья — на греческом и четвёртая — на персидском.
Самые ранние копии его стихов хранятся в Матенадаране (рукопись № 33). 
издания сочинений и биографических очерков
- А. Саакян. Таги Мартироса Харасарци = Մարտիրոս Խարասարցու տաղերը. — Ереван, 1971.
- А. Саакян. Армянская поэзия позднего средневековья (XVI—XVII вв.) = Ուշ միջնադարի հայ բանաստեղծությունը (XVI—XVII դդ.). — Ереван, 1975. — 336 с.
- Армянские поэты Крыма XV–XX вв.. — Симферополь, 2008. — С. 34—38. — 240 с.